# Drăgănești-Vlașca
Drăgănești-Vlașca es una comuna ubicada en el distrito de Teleorman, Rumania.

## Superficie
Posee una superficie de 103,3 kilómetros cuadrados.

## Demografía
Hasta 2021 la población era de 3698 habitantes, con una densidad de población de 35,82 habitantes por kilómetro cuadrado.